# BN-350
Le réacteur BN-350 est un ancien réacteur nucléaire situé à Aktaou, une ville connue sous le nom de Chevtchenko de 1964 à 1992, située dans l'Oblys de Manguistaou au Kazakhstan sur les rives de la mer Caspienne. Ce réacteur à neutrons rapides et à caloporteur sodium, qui a fonctionné en surgénération, est le premier de la série des réacteurs à neutrons rapides russes BN. Il a été suivi des réacteurs BN-600 et BN-800 construit à la centrale nucléaire de Beloïarsk en Russie.

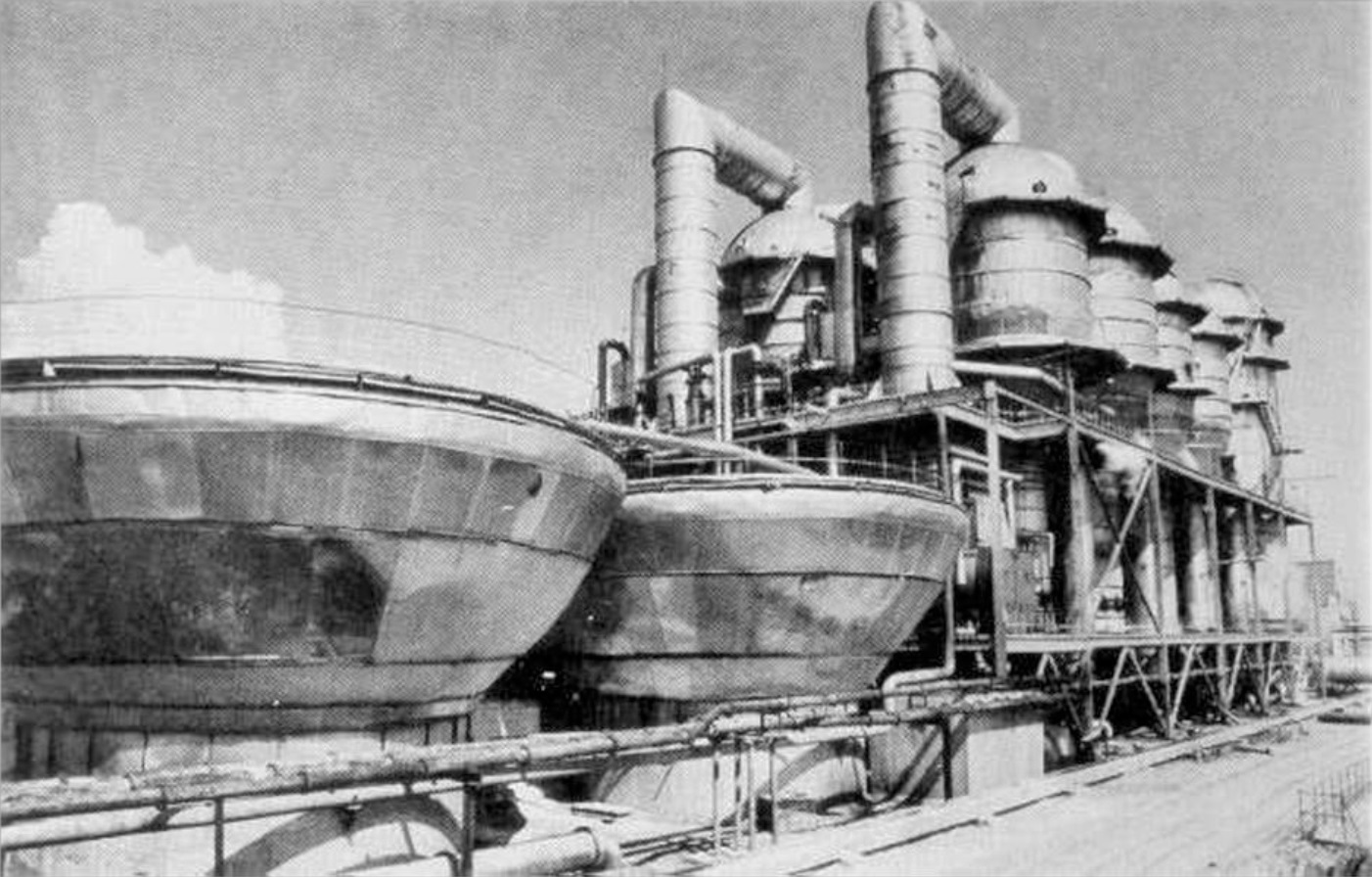
Unité de dessalement associée

Les travaux de construction ont débuté dans le complexe énergétique de Mangyshlak le 10 janvier 1964. Il a été mis en service en juillet 1973. D'une puissance électrique nette de 52 Mégawatts, il développait une puissance brute de 90 MW. En plus de produire de l'électricité pour la ville voisine, il produisait du plutonium de qualité militaire. 
À partir de 1967, il est couplé à une unité de production d'eau potable par dessalement. La production d'eau potable atteint alors 40 000 m3 par jour.
En 1975, le réacteur est accidenté par une réaction violente du sodium avec de l'eau, ce qui a entretenu un feu de sodium pendant 2 heures. 
Après avoir produit une quantité d'énergie électrique totale égale à 91,88 TWh, il est définitivement arrêté en 1999. Le démantèlement est effectué en collaboration avec le laboratoire américain Argonne National Laboratory, qui avait déjà réalisé une expérience similaire lors du démantèlement de l'Experimental Breeder Reactor II arrêté en 1994.
Après son indépendance en 1991, le président Nazerbaïev décide de démanteler les armes nucléaires du Kazakhstan. C'est pourquoi le réacteur BN-350 est devenu une priorité de la lutte internationale contre la prolifération nucléaire en raison du combustible nucléaire usagé présent sur le site (environ 10 tonnes d'uranium hautement enrichi et 3 tonnes de plutonium) de quantité et de qualité suffisante pour construire environ 775 armes nucléaires. En 2010, le combustible, stocké dans les piscines de désactivation du réacteur, a été entièrement transporté à 3 000 km de là, sur le site du polygone nucléaire de Semipalatinsk dans le Kazakhstan-Oriental. 